# 小江戸川越クーポン
小江戸川越クーポン（こえどかわごえクーポン）は、東武鉄道・東急電鉄が発売している周遊券である。東急では「東急線東武東上線 小江戸川越クーポン」の名称で発売される。

## 概要

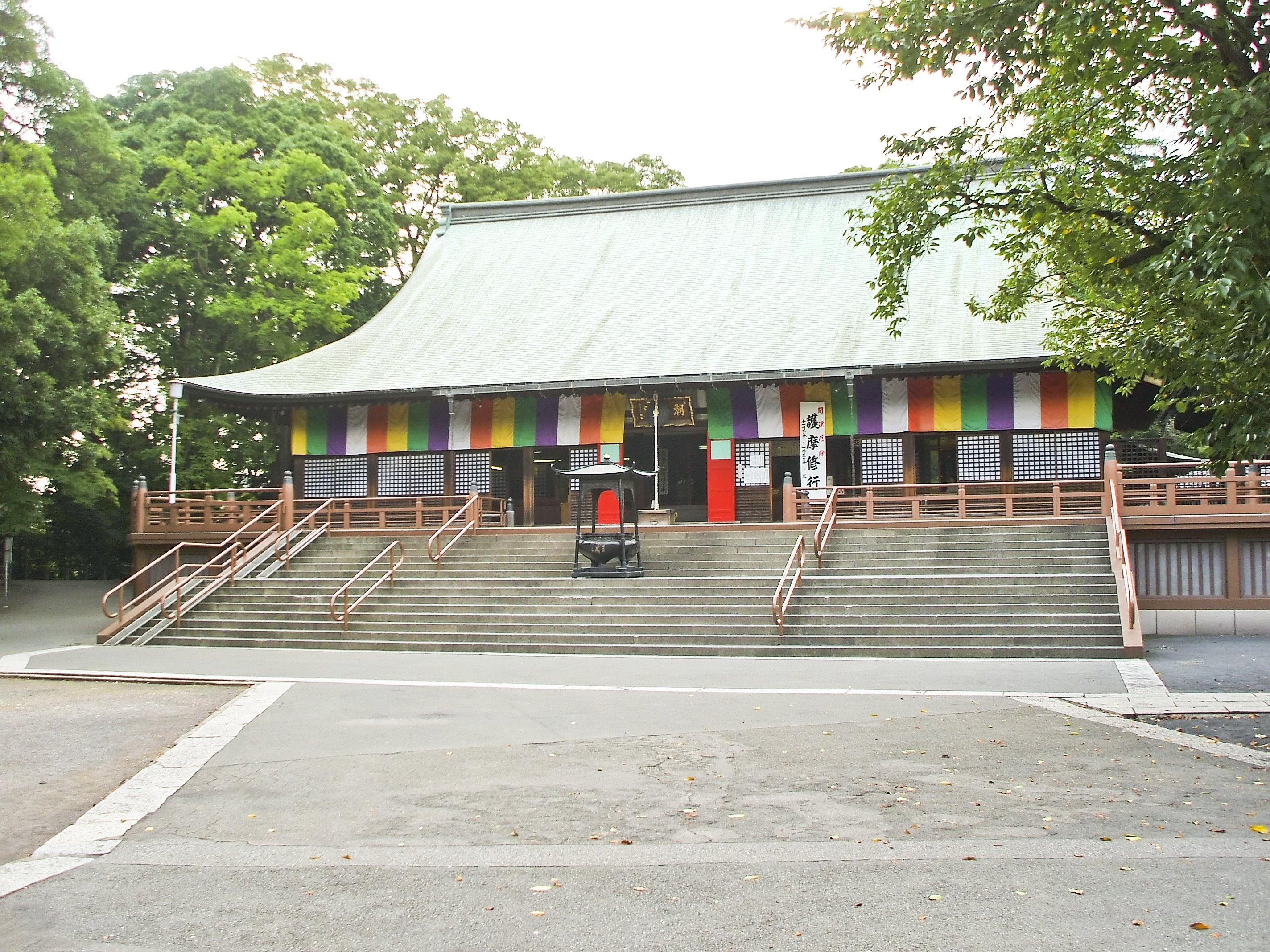
喜多院 慈恵堂

- 東武東上線（みなみ寄居・寄居を除く）・東武越生線発駅〜東上線川越駅までの往復乗車券が2割引で利用できる。東急で購入する場合は発駅～渋谷駅・東武東上線和光市駅～川越駅までの往復乗車券が割引で利用出来る。
- 東武バス（小江戸名所めぐりバスを含む）が1日乗り降り自由。フリー区間は以下の通り。
  - ［川越01］川越駅〜神明町 間
  - ［川越02］川越駅〜神明町 間
  - ［川越03］川越駅〜神明町 間
  - ［川越04］川越駅〜神明町 間
  - ［川越05］川越駅〜神明町西 間
  - ［川越06］川越駅〜宮下町 間
  - ［川越08］全区間
  - ［川越09］川越駅〜小久保 間
  - ［若02］川越駅〜小久保 間
  - ［東坂02］川越駅〜小久保 間
  - ［名01］全区間
- 協賛店28店で優待が受けられる。
- 東急で購入する場合は上記に加えて東武東上線川越駅 ― 川越市駅間と東京メトロ副都心線が1日乗り降り自由

## 有効期間
- 東武発行：発行日から10日間のうち1日限り。（自動券売機で購入した場合は発行当日限り）
- 東急発行：発売当日限り。

※川越まつり当日は利用できない。

## 発売箇所
- 寄居・みなみ寄居・川越市・川越を除く東上線・越生線各駅の駅事務室および主要駅の自動券売機、渋谷・こどもの国線・世田谷線を除く東急線各駅にて発売。

（寄居は他社鉄道管理駅のため発売していない）